# Frei Otto
Pour les articles homonymes, voir Otto.

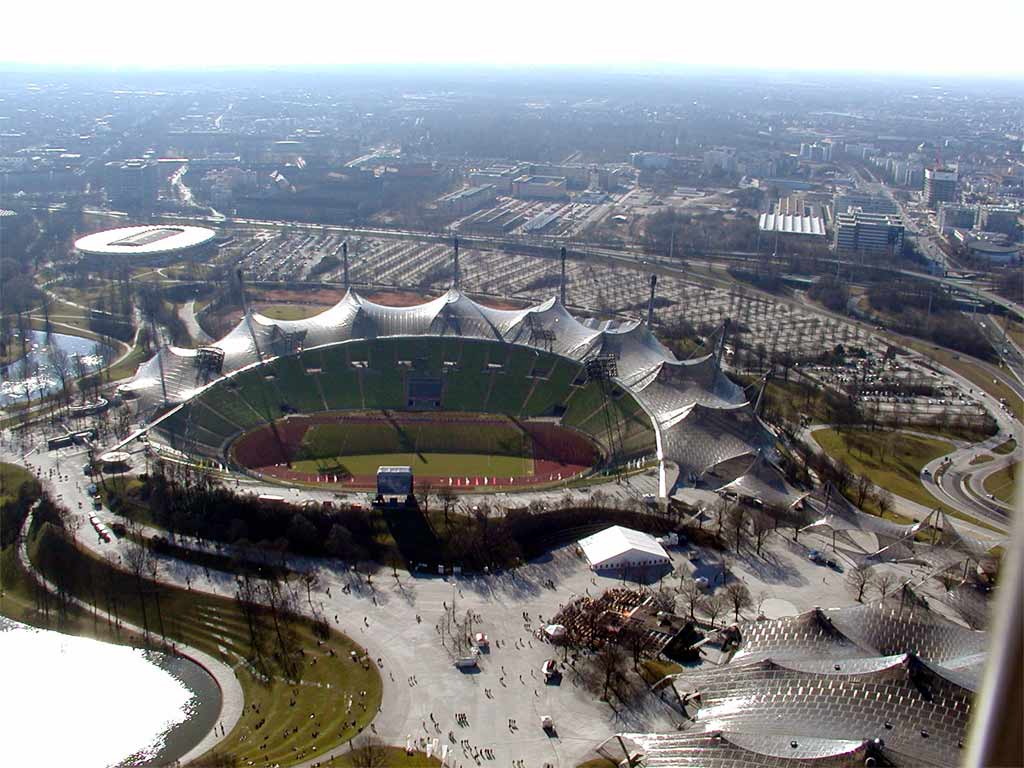
Toit du stade de Munich.

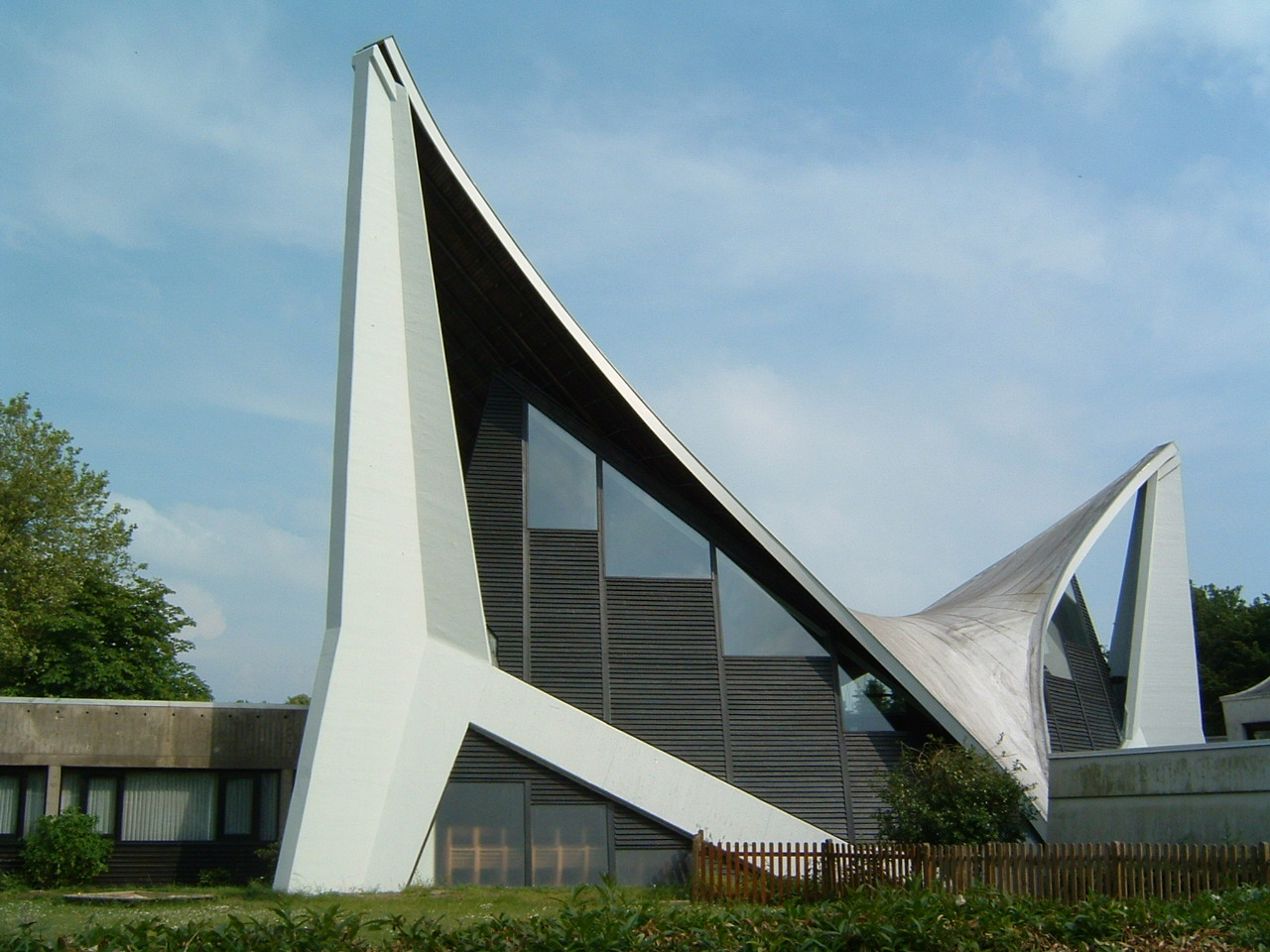
Église à Huchting (Brême).

Frei Otto (né le 31 mai 1925 à Siegmar et mort le 9 mars 2015) est un architecte allemand. Il est notamment le concepteur du toit du stade olympique de Munich, stade des Jeux olympiques d'été de 1972.

## Biographie
Frei Otto fait ses études à l'université technique de Berlin, interrompues en 1941 pour travailler comme tailleur de pierres et pour faire un voyage d'étude aux États-Unis.
Il ouvre sa première agence en 1952, dans laquelle les ingénieurs et les architectes sont sur un pied d'égalité.
En 1968, il s'installe près de Stuttgart, à Warmbronn, et il transfère l'Entwicklungszentrum für leichte Flächentragwerke (Centre de développement pour les surfaces portantes légères), qu'il avait fondé en 1964 à Berlin Ouest à l'université de Stuttgart, où il a ensuite enseigné.
Il est reconnu pour l'emploi de structures textiles, et pour son langage formel inspiré de l'étude de la nature.
Il est notamment le concepteur du toit du stade olympique de Munich, qui met à profit la notion de surface minimale.
Frei Otto fut le concepteur du pavillon de l'Allemagne de l'Ouest à l'Expo 67 à Montréal.
Ses recherches sur les structures minimales sont à nouveau l'objet de très sérieuses études pour les architectes du XXIe siècle alliant la modélisation classique avec les outils numériques. Notamment la firme australienne PTW, avec la piscine olympique (Water Cube) des jeux de Pékin en 2008 (chef de projet Chris Bosse).
S'inspirant des formes organiques pour la réalisation de structures, il fait partie des précurseurs de l'architecture bionique.

## Principales réalisations
- 1955 Pavillon des Floralies nationales de Cassel[3]
- 1957 Pavillon des Floralies nationales de Cologne
- 1967 Pavillon allemand pour l'Exposition universelle de Montréal (avec Rolf Gutbrod)
- 1970-1972 Toitures du centre olympique de Munich (avec Günther Behnisch et Fritz Auer)
- 1971-1974 Complexe hôtelier et Centre de congrès de La Mecque (avec Ove Arup et Rolf Gutbrod)
- 1975 Volière du zoo de Munich [4]
- 1986-1989 Eco-immeuble à Berlin

## Prix et récompenses
- Prix Wolf (1997)
- Praemium Imperiale (2006)
- Prix Pritzker (2015)

## Distinctions
- Membre de l'Académie des arts de Berlin (1970)[5]
- Docteur honoris causa de l'université de Duisbourg et Essen (1990)
- Docteur honoris causa de l'université technique de Berlin (2005)
- Officier de l'ordre du Mérite de la République fédérale d'Allemagne (Bundesverdienstkreuzes 1. Klasse) (2006)